# Ptenochirus
Ptenochirus — рід рукокрилих, родини Криланових, що об'єднує 10 видів тварин. Діапазон поширення охоплює Африку до Південно-Східну Азію і тихоокеанські острови.

## Морфологія
Морфометрія. Для P. minor довжина голови й тіла: 86—101 мм, хвіст довжиною 9—15 мм, довжина передпліччя: 68—77 мм. Для P. jagori довжина голови й тіла близько 105 мм, хвіст довжиною близько 15 мм, довжина передпліччя: 80—86,5 мм.
Опис. Забарвлення темно-коричнева зверху і блідіше знизу. Ці рукокрилі нагадують Cynopterus, але відрізняються тим, що мають тільки одну пару нижніх різців замість двох і значно зменшені другі верхні різці.

## Поведінка
Деякі зразки були зібрані в невеликих печерах. Інші були знайдені в кокосових гаях. Незважаючи на те, що зразки були зібрані в різних місцях проживання, він був найбільш поширений над річками, струмками і ставками.

## Види
- Ptenochirus
  - Ptenochirus jagori
  - Ptenochirus minor